# Academica Clinceni
Asociația Club Sportiv Fotbal Club Academica Clinceni – rumuński klub piłkarski, mający siedzibę w mieście Clinceni. Obecnie występuje w Liga III.

## Historia
Chronologia nazw:
- 2005: CS Buftea
- 2009: ACS Buftea
- 2013: FC Clinceni
- 2014: Academica Argeș
- 2015: Academica Clinceni

Klub piłkarski CS Buftea został założony w miejscowości Buftea w 2005 roku po fuzji lokalnego zespołu z Buftei, który grał w czwartej lidze, oraz trzecioligowego Cimentul Fieni z miasta Fieni, które znajduje się zaledwie 20 km na północny zachód od Bukaresztu. Najpierw zespół rozpoczął występy w Lidze III. W debiutowym sezonie 2005/06 zajął 6.miejsce w Serie III. W sezonie 2006/07 był trzecim w Serie III. Po zakończeniu sezonu 2007/08, w którym zajął drugie miejsce, zdobył promocję do Ligi II. W debiutowym drugoligowym sezonie 2008/09 zajął 13.pozycję, ale potem sprzedał swoje miejsce ligowe trzecioligowemu klubowi Săgeata Stejaru. W sezonie 2009/10 był piątym w Serie 3 Ligi III. W 2011 spadł na 9.pozycję w Serie 2. Dopiero w sezonie 2011/12 zwyciężył w Serie 3 i awansował po raz drugi do Ligi II. W sezonie 2012/13 zajął 6.lokatę w Serie B1. 2 sierpnia 2013 przeniósł się do pobliskiej miejscowości Clinceni i zmienił nazwę na FC Clinceni. W sezonie 2013/14 był czwartym w Serie B1. Potem biznesmen Constantin Moroianu kupił klub i przeniósł go do Pitești, zmieniając nazwę na Academica Argeș. W następnym sezonie 2014/15, po zajęciu drugiego miejsca w Serie B1, zmagał w grupie play-off o awans do Ligi I, jednak pozostał na drugim miejscu. Po roku klub wrócił do Clinceni i przyjął nazwę Academica Clinceni. W sezonie 2015/16 był piątym w Serie B1. W następnym sezonie nastąpiło połączenie dwóch Serii w jedyną II ligę, a klub spadł na 14.pozycję. Po pewnych problemach finansowych klub rozpoczął w 2017 roku współpracę z FCSB, wypożyczając kilku młodych zawodników od wielokrotnych mistrzów Rumunii. W sezonie 2017/18 uplasował się na szóstym miejscu. W sezonie 2018/19 został wicemistrzem ligi i awansował do Ligi I.

## Barwy klubowe, strój
| Czarny | Niebieski |

Klub ma barwy czarno-niebieskie. Zawodnicy domowe spotkania zazwyczaj grają w niebieskich koszulkach, niebieskich spodenkach oraz niebieskich getrach.

## Sukcesy

### Trofea międzynarodowe
Nie uczestniczył w rozgrywkach europejskich (stan na 31-05-2019).

### Trofea krajowe
| \| \| Zdobyte trofea w rozgrywkach Rumunii (stan na: 31-05-2019) \| |                                                            |      |                                    |
| Rozgrywki                                                           | Osiągnięcie                                                | Razy | Sezon(y)                           |
| Mistrzostwo                                                         | I miejsce                                                  | 0    |                                    |
| Mistrzostwo                                                         | II miejsce                                                 | 0    |                                    |
| Mistrzostwo                                                         | III miejsce                                                | 0    |                                    |
| Mistrzostwo                                                         | 13. miejsce                                                | 1    | 2019/20                            |
| Puchar                                                              | zdobywca                                                   | 0    |                                    |
| Puchar                                                              | finalista                                                  | 0    |                                    |
| Puchar                                                              | 1/16 finału                                                | 4    | 2015/16, 2016/17, 2017/18, 2018/19 |
| II liga                                                             | I miejsce                                                  | 0    |                                    |
| II liga                                                             | II miejsce                                                 | 2    | 2014/15 (Serie B1), 2018/19        |
| II liga                                                             | III miejsce                                                | 0    |                                    |
| Rumunia                                                             | Zdobyte trofea w rozgrywkach Rumunii (stan na: 31-05-2019) |      |                                    |

- Liga III (D3):
  - mistrz (1x): 2011/12 (Serie 3)
  - wicemistrz (1x): 2007/08 (Serie III)
  - 3.miejsce (1x): 2006/07 (Serie III)

## Struktura klubu

### Stadion
Klub piłkarski rozgrywa swoje mecze domowe na stadionie w Clinceni, który może pomieścić 2800 widzów.

## Rywalizacje derbowe
- Inter Clinceni
- FC Voluntari